# بوکی لس پیرپونت
بوکی لس پیرپونت (به فرانسوی: Bucy-lès-Pierrepont) یک کمون در فرانسه است که در ان (ا-دو-فرانس) واقع شده‌است. بوکی لس پیرپونت ۱۴٫۴۶ کیلومتر مربع مساحت دارد ۱۰۶ متر بالاتر از سطح دریا واقع شده‌است.